# Chris Norman
Christopher Ward „Chris” Norman (ur. 25 października 1950 w Redcar, Yorkshire) – brytyjski muzyk, wokalista zespołu Smokie. W 1978 singiel „Stumblin ‘In” w duecie z Suzi Quatro zajął 4. miejsce na amerykańskiej liście Hot 100 magazynu „Billboard” i sprzedał się w ponad mln egzemplarzy. W 1982 rozpoczął karierę solową, a w 1986 ostatecznie odszedł z zespołu Smokie. W tym samym roku jego piosenka „Midnight Lady”, napisana przez Dietera Bohlena stała się hitem, sukcesem był również nagrany we współpracy z Niemcem album Some Hearts Are Diamonds. W 2004 roku wziął udział w projekcie muzycznym Comeback United (obok m.in. C.C. Catch, Limahla czy Haddawaya), efektem tego był singel „Survivor”.

## Dyskografia

### Albumy
- 1982: Rock Away Your Teardrops[7]
- 1986: Some Hearts Are Diamonds[7]
- 1987: Different Shades[7]
- 1989: Break The Ice[7]
- 1991: The Interchange[7]
- 1992: The Growing Years[7]
- 1993: Jealous Heart[7]
- 1994: Screaming Love Album[7]
- 1994: The Album[7]
- 1995: Reflections[7]
- 1995: Every Little Thing[7]
- 1997: Christmas Together[7]
- 1997: Into The Night[7]
- 1999: Full Circle[7]
- 2000: Love Songs[7]
- 2001: Breathe Me In[7]
- 2003: Handmade[7]
- 2004: Break Away[7]
- 2004: The Very Best Of Chris Norman, Part I[7]
- 2004: The Very Best Of Chris Norman, Part II[7]
- 2005: One Acoustic Evening – DVD (Live At The Private Music Club/Live In Vienna)[7]
- 2005: One Acoustic Evening – CD (Live At The Private Music Club/Live In Vienna)[7]
- 2006: Million Miles[7]
- 2007: Close Up[7]
- 2009: The Hits![7]
- 2011: Time Traveller[7]
- 2013: There And Back[7]
- 2015: Crossover[7]
- 2017: Don't Knock The Rock[7]
- 2018: Don't Knock The Rock Tour. Live – Hamburg 2018[7]